# Hunter (villa)
Hunter es una villa ubicada en el condado de Greene en el estado estadounidense de Nueva York. En el año 2000 tenía una población de 490 habitantes y una densidad poblacional de 117 personas por km².

## Geografía
Hunter se encuentra ubicada en las coordenadas 42°12′31″N 74°12′50″O / 42.20861, -74.21389.

## Demografía
Según la Oficina del Censo en 2000 los ingresos medios por hogar en la localidad eran de $36 098, y los ingresos medios por familia eran $44 565. Los hombres tenían unos ingresos medios de $36 349 frente a los $28 182 para las mujeres. La renta per cápita para la localidad era de $17 914. Alrededor del 12.7 % de la población estaban por debajo del umbral de pobreza.